# Drassodes pseudolesserti
Drassodes pseudolesserti är en spindelart som beskrevs av Imre Loksa 1965. Drassodes pseudolesserti ingår i släktet Drassodes och familjen plattbuksspindlar. Inga underarter finns listade i Catalogue of Life.